# Nikita Koškin
Nikita Koškin (Mosca, 28 febbraio 1956) è un chitarrista e compositore russo.

## Biografia
Nato a Mosca durante la leadership di Nikita Chruščëv, Koškin fino all'età di 14 anni si interessa solamente di musica rock. A quell'età riceve in dono dal padre, che progettava per lui una carriera diplomatica, una chitarra e un disco di Andrés Segovia e comincia a comporre e suonare. Frequenta il Collegio musicale di Mosca e l'Accademia musicale russa, dove ha come maestro Victor Egorov.
Raggiunge la fama internazionale con la sua innovativa composizione The Prince's Toys nel 1980 e la consacrazione con il brano Usher Waltz, suonato regolarmente nei concerti dai più grandi chitarristi classici come John Williams e il Duo Assad.
Koškin è anche un attivo concertista e si esibisce regolarmente nei maggiori teatri del mondo.

## Composizioni
Chitarrista e compositore eclettico, si ispira nel suo modo di creare musica ai grandi compositori russi come Stravinsky, Šostakovič e Prokof'ev, soprattutto per la forza ritmica, il contenuto drammatico, l'immediatezza e la varietà di stile, ma è influenzato fortemente anche dalla musica rock.
Koškin diventa famoso nel 1980 con la suite The Prince's Toys, suonata per la prima volta dal chitarrista ceco Vladimir Mikulka. La composizione descrive il mondo immaginario di un bambino nel quale i suoi giocattoli prendono vita e, alla fine, lo trasportano in un'altra dimensione. La suite comprende numerosi effetti sonori sulla chitarra per rendere acusticamente le immagini della favola narrata: il cosiddetto effetto snare- drum, per esempio, che consiste nel tirare e incrociare le corde Si e Mi (oppure il Mi grave e il La) con la mano sinistra, allo scopo di imitare il tamburo dei soldati giocattolo.
La composizione si avvale inoltre di altri effetti sonori, di notevole originalità, per il modo di suonare la chitarra classica come grattare con le unghie le corde, l'utilizzo della cassa armonica e del ponte come percussioni, la presenza massiccia di hammer-on e il fatto di suonare le corde anche nella parte esterna al manico, dalla parte delle meccaniche.
Il brano più apprezzato di Koshkin è l Usher Waltz, ispirato a una novella di Edgar Allan Poe, La caduta della casa degli Usher. Strutturato in un solo movimento, è un valzer teatrale e visionario, che presenta una notevole sequenza di accordi pizzicati e l'utilizzo degli armonici. Come nella maggior parte dei lavori del compositore russo l'ascoltatore rimane colpito dall'impatto viscerale del pezzo e dalla notevole gamma di suoni ottenuti dalla chitarra.
Koškin, oltre a lavori solisti, ha composto anche musica di insieme, per duo o quartetto, come la Suite per quattro chitarre (composta per il Georgia Guitar Quartet) nel 2007.

## Discografia

### Come esecutore
- The Prince's Toys: Koshkin Plays Koshkin. SR 1011. Soundset Recordings, 1998.
- The Well-Tempered Koshkin. SR 1015. Soundset Recordings, 2001.